# جاكوب كروغر
جاكوب كروغر (بالدنماركية: Jacob Krüger)‏ (23 مايو 1975 - ) هو لاعب كرة قدم دانمركي يلعب كمدافع.